# La leyenda del espacio

La leyenda del espacio es el séptimo álbum de estudio de la banda de pop granadina Los Planetas, editado el 10 de abril de 2007. El disco se inspira en la tradición musical andaluza del flamenco. Cada tema del disco es una adaptación de un palo flamenco, tomando muchas veces directamente letras de cantes tradicionales. Cuenta además con la colaboración del cantaor Enrique Morente, que presta su voz para el tema Tendrá que haber un camino, homenaje póstumo escrito por J, vocalista de la banda, en memoria de Aleix Vergés también conocido como Sideral (componente del desaparecido grupo barcelonés Peanut Pie y dj), y amigo personal del mismo. 
El título del disco es un homenaje a La leyenda del tiempo de Camarón de la Isla, álbum que la banda considera que fue el que abrió el flamenco a la música rock dando un impulso decisivo al flamenco moderno. Con este álbum la banda pretende hacer lo mismo pero desde el lado contrario y para ello tomó como punto de partida las melodías, estructuras, letras, y el sonido del folclore tradicional andaluz. Las fotos promocionales del disco fueron realizadas por Mario Pacheco, fotógrafo también de la portada de La leyenda del tiempo.
El disco alcanzó el puesto número 8 en la lista de ventas española. La evolución del disco hasta dejar los primeros 50 puestos de la lista fue la siguiente: 8-16-30-53-50.
Fue elegido como mejor disco nacional de 2007 tanto por los redactores como por los lectores de la revista Rockdelux. En su número de noviembre de 2009, la misma revista lo vota como mejor disco nacional de la década. Los críticos de Babelia, suplemento cultural del diario El País, lo seleccionan en el puesto trigésimo octavo de "Los 50 mejores discos españoles del último medio siglo". En su número 400, Rockdelux lo elige como tercer mejor disco nacional del siglo XXI (2000-2005).
El 3 de abril de 2008 recibió el reconocimiento de mejor disco nacional de rock alternativo de 2007 en los Premios de la Música organizados por la Academia de las Artes y las Ciencias de la Música.

## Lista de canciones

### Edición enCD
El disco se publica sólo en formato de disco compacto.
1. El canto del Bute (Tientos) 4:51
2. Si estaba loco por ti (Verdiales) 6:19
3. Reunión en la cumbre 3:11
4. La verdulera (Mirabrás) 3:09
5. Ya no me asomo a la reja (Fandangos) 6:36
6. Negras las intenciones (Soleares) 7:36
7. Si me diste la espalda 3:27
8. Deseando una cosa (Cantiñas) 2:56
9. Entre las flores del campo (Caracoles) 2:45
10. La que vive en la carrera (Granainas) 2:37
11. Alegrías del incendio (Alegrías) 3:50
12. Sol y sombra 4:20
13. Tendrá que haber un camino (Cañas) 5:00

Muchas de las canciones, como se puede observar en el apartado Créditos, son adaptaciones, bien en letra bien en música, de temas flamencos, de origen popular o con compositor reconocido.

### Reedición envinilo2025
Sony Music lo edita  por primera vez en vinilo como un álbum doble el 9 de mayo de 2025, siendo el decimonoveno álbum más vendido y el segundo en formato vinilo.
Disco 1
| Cara A 1. El canto del Bute (Tientos) 4:51 2. Si estaba loco por ti (Verdiales) 6:19 3. Reunión en la cumbre 3:11 4. La verdulera (Mirabrás) 3:09 | Cara B 1. Ya no me asomo a la reja (Fandangos) 6:36 2. Negras las intenciones (Soleares) 7:36 |

Disco 2
| Cara A 1. Si me diste la espalda 3:27 2. Deseando una cosa (Cantiñas) 2:56 3. Entre las flores del campo (Caracoles) 2:45 4. La que vive en la carrera (Granainas) 2:37 | Cara B 1. Alegrías del incendio (Alegrías) 3:50 2. Sol y sombra 4:20 3. Tendrá que haber un camino (Cañas) 5:00 |

## Sencillos
La leyenda del espacio sólo incluye un sencillo: el adelanto Alegrías del incendio, número 1 en la lista española de ventas durante cuatro semanas consecutivas. Se rodó un videoclip promocional del tema Reunión en la cumbre pero este no se llegó a editar como sencillo. 
| Orden | Título                | Fecha de Edición | Discográfica  |
| ----- | --------------------- | ---------------- | ------------- |
| 1     | Alegrías del incendio | 2007             | RCA, Sony BMG |

## Créditos
J: voz, guitarras y sintetizadores.
Florent: guitarras.
Eric: batería y percusiones.
Banin: guitarras y sintetizadores.
Miguel: bajo.
1. Letra y música: J / popular.
2. Letra: Antonio Murciano / Antonio Fernández / J - Música: Los Planetas / popular.
3. Letra y música: J.
4. Letra: J / popular - Música: Los Planetas / popular.
5. Letra: Enrique Morente / popular - Música: Los Planetas / popular.
6. Letra y música: J / popular.
7. Letra: J - Música: Banin Fraile / J.
8. Letra: J / popular - Música: Los Planetas / popular.
9. Letra: J - Música: J / popular.
10. Letra: popular - Música: Los Planetas / popular.
11. Letra: Antonio Fernández / J - Música: Florent Muñoz / popular.
12. Letra: J - Música: Banin Fraile / J.
13. Letra: J - Música: Los Planetas / popular. Voz: Enrique Morente (dedicada a la memoria de Aleix Vergés).
1, 2, 4, 5, 6, 7, 12 y 13 grabadas y mezcladas por Pablo Sánchez y Los Planetas en El Refugio Antiaéreo (Granada).
3 grabada por Pablo Sánchez y mezclada por José Antonio Sánchez y Los Planetas en El Refugio Antiaéreo (Granada).
8, 9 y 10 grabadas por Pablo Sánchez en El Refugio Antiaéreo (Granada) y mezcladas por Ángel Martos en Red Led (Madrid).
11 grabada por Carlos Díaz en El Refugio Antiaéreo (Granada) y mezclada por Pablo Sánchez y Los Planetas en Producciones Peligrosas, Peligros (Granada).
Es una producción de Sony BMG Music Entertainment España, S.L. dirigida y realizada por Los Planetas.
Ilustraciones y diseño de Daniel d'Ors Vilardebó (marzo de 2007).

## Significado de algunas canciones e influencias
En el número 48 de la revista Zona de Obras, J y Florent hablan de las canciones del disco:
- El canto del Bute

(J): Es parte de unos tientos, un cante muy profundo que está próximo a las soleares y que tiene una parte muy jonda. 
(F): Parece de Bauhaus. Tientos oscuros. Sangre, sudor y lágrimas.
- Si estaba loco por ti

(J): Son unos verdiales, que es un cante malagueño típico. Está muy inspirado en los temas de Fosforito. He intentado llevar a nuestro lenguaje esa misma emoción.
(F): Una canción muy emocionante y sorprendente con una letra muy arriesgada.
- Reunión en la cumbre

(J): No parte de una aproximación a un palo flamenco. Tiene una visión más clásica y tradicional, aunque también tiene ritmo y armonías flamencas. Es una canción más actual, más implicada socialmente.
(F, ante la pregunta "¿Estamos ante la primera "canción con mensaje" de Los Planetas?"): Yo no quería decirlo, pero tú lo has dicho. No llega a ser una canción protesta, pero casi, y la letra es bastante interesante. Muy irónica y curiosa.
(J): Habla de esos colectivos que deciden los destinos individuales de las personas sin tener en cuenta sus necesidades ni sus opiniones.
- La verdulera

(J): Es como una mezcla entre un mirabrás, un palo de Cádiz muy interesante, y el Rain de los Beatles. Muy fiel al Morente de su primer disco.
(F): Es George Harrison con Tomatito.
- Ya no me asomo a la reja

(J): Unos fandangos de Morente. He sacado casi toda la letra de unas letras que Enrique ha recuperado en otras ocasiones.
- Negras las intenciones

(J): Está basada en unas soleares, uno de los palos tradicionales flamencos más antiguos, profundos y dolorosos. Son los más sentidos.
- Si me diste la espalda

(J): Tampoco se aproxima a ningún palo original, aunque tiene elementos rítmicos, estructurales y de métrica muy flamencos.
- Deseando una cosa

(J): Son unas cantiñas. El cante original es de Cádiz, festivo y alegre.
(F): Es como Jonathan Richman con Tomatito.
- Entre las flores del campo

(J): Es una inspiración melódica de cantes populares de los caracoles. La letra no es tradicional, esta vez es mía.
- La que vive en la carrera

(J): Es una adaptación de una granaína. La letra es muy tradicional. Es una de las canciones que más se aproxima originalmente al flamenco, aunque está muy pasada por La leyenda del tiempo de Camarón.
- Alegrías del incendio

(J): Es la primera que hicimos, la que impulsó el sentido del disco, el camino por el que iban a transitar el resto de las canciones. La letra está sacada de temas populares clásicos de las alegrías.
(F): Es muy directa, muy de primera escucha, tal vez la que más. Por cierto, que en todo el disco no hay ni una sola guitarra flamenca, ni unas palmas, es sólo una aproximación al flamenco desde el punto de vista del rock.
- Sol y sombra

(J): Hace muchas referencias a los caracoles y nació un poco como para darle más sentido al disco.
- Tendrá que haber un camino

(J, como respuesta a "Esta canción en un principio se llamaba Sideral Caña Sideral, ¿no?"): Sí. Lo de caña es por una aproximación al palo de la caña. Que cante Enrique (Morente) le da una dimensión totalmente diferente al resto del disco. Lo de Sideral es por un amigo nuestro (Aleix Vergés Sideral) que murió el año pasado. Queríamos hacer un sentido homenaje a su memoria.

## El flamenco y Los Planetas
Sobre la incorporación del flamenco a la música de Los Planetas, Jota dirá, años después, que "el rock’n’roll es un palo flamenco. Y lo hacemos sin que la gente lo note. El público cree que es pop normal, pero son canciones que están en la cultura andaluza desde siglos atrás. Lo único que variamos es la armonía. La diferencia entre el flamenco y las músicas populares europeas está en un acorde".
En otras declaraciones, Jota indica que "cualquier artista que quiera mantenerse activo tiene que hacer cosas nuevas, no puede estar haciendo siempre lo mismo. Nosotros intentamos encontrar ideas nuevas, cosas que no son fáciles de encontrar. Por eso investigamos en el flamenco, además de porque es la cultura de nuestra tierra. Con Internet pudimos tener acceso a discos antiguos a los que antes no podíamos encontrar, y también a raíz de conocer a Enrique Morente, que tenía muchísima información y era muy generoso compartiéndola, descubrimos que nuestra labor además era apoyar esa cultura, sobre todo en una época de globalización en la que las culturas dominantes intentan eliminar a las culturas periféricas".